# Organicismo

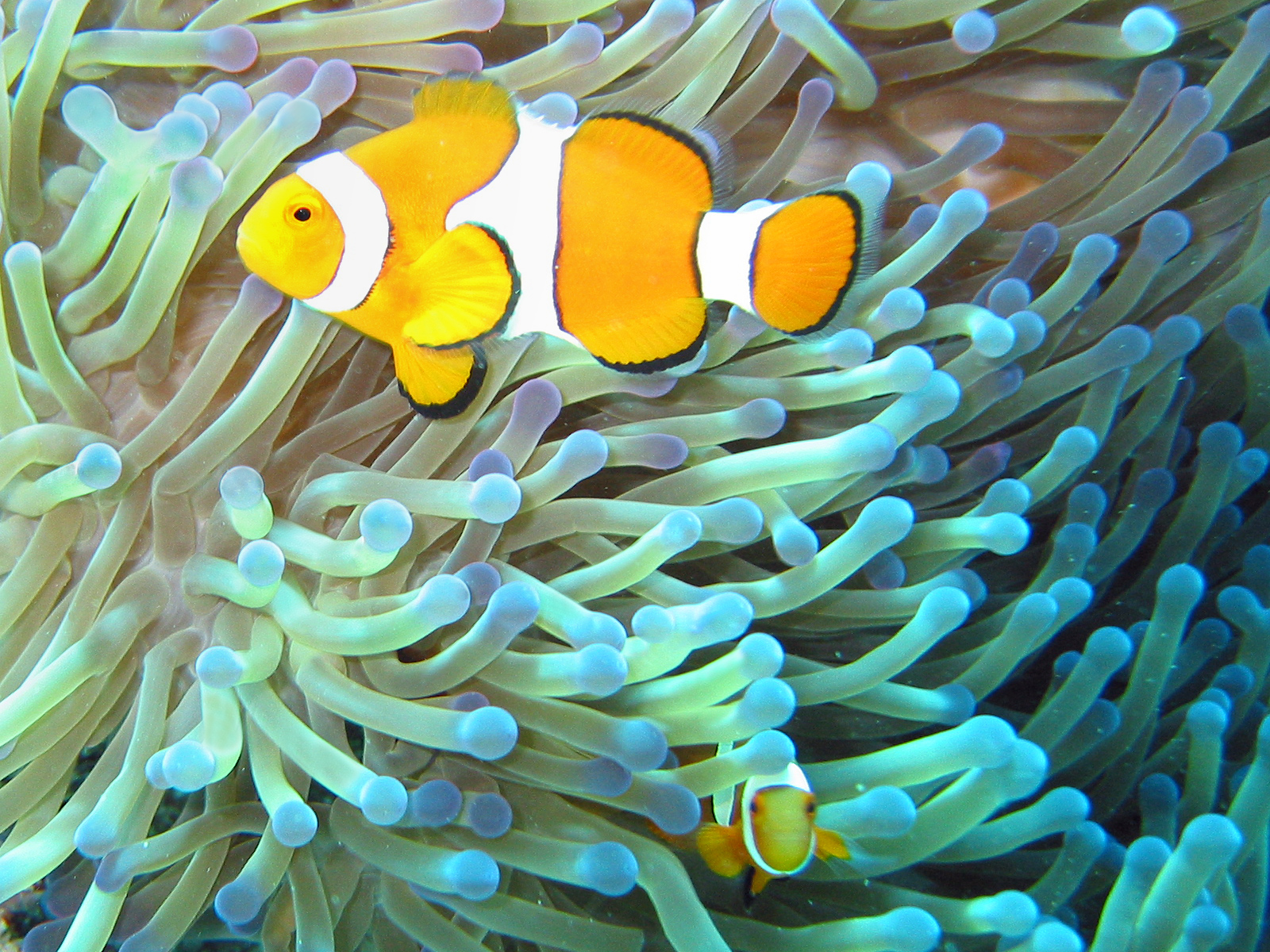
¿Es la composición material, o la organización de las partes, lo que crea la simbiosis mutua entre el pez payaso Amphiprion y las anémonas de mar tropicales?

El organicismo es la perspectiva filosófica que ve el universo y sus partes como un todo orgánico y, por analogía o literalmente, como un organismo vivo. Es, pues, una forma de holismo. El organicismo es una tradición importante dentro de la historia de la filosofía natural donde se ha mantenido como una corriente vital junto con el reduccionismo y el mecanicismo, los enfoques que han dominado la ciencia desde el siglo XVII. Platón se encuentra entre los primeros filósofos que han considerado el universo como un ser vivo inteligente (ver Timeo). 
El organicismo floreció durante un período durante la era del romanticismo alemán durante el cual Jean-Baptiste Lamarck definió por primera vez la nueva ciencia de la biología. Dentro de las ciencias biológicas modernas, el organicismo es el enfoque que enfatiza la organización (particularmente las propiedades de autoorganización), en lugar de la composición de los organismos. John Scott Haldane fue el primer biólogo en usar el término para describir sus puntos de vista filosóficos en 1917, después de lo cual fue seguido por otros biólogos en el siglo XX. 

## En filosofía
El organicismo como doctrina rechaza el mecanicismo y el reduccionismo (doctrinas que afirman que las partes más pequeñas por sí mismas explican el comportamiento de los sistemas organizados más grandes de los que forman parte). Sin embargo, el organicismo también rechaza el vitalismo, la doctrina de que existe una fuerza vital diferente de las fuerzas físicas que explican los seres vivos. Como dice Capra, ambas escuelas, el organicismo y el vitalismo, nacieron de la búsqueda de deshacerse de la imagen cartesiana de la realidad, una visión que se ha afirmado que es el paradigma más destructivo hoy en día, desde la ciencia hasta la política. Varios biólogos de principios a mediados del siglo XX adoptaron el organicismo. Deseaban rechazar los vitalismos anteriores, pero enfatizar que la biología de todo el organismo no era completamente explicable por mecanismos atómicos. La organización más grande de un sistema orgánico tiene características que deben tenerse en cuenta para explicar su comportamiento. 
Gilbert y Sarkar distinguen el organicismo del holismo para evitar lo que ven como las connotaciones vitalistas o espiritualistas del holismo. Dusek señala que el holismo contiene un continuo de grados del control de arriba hacia abajo de la organización, que va desde el monismo (la doctrina de que el único objeto completo es todo el universo, o que solo hay una entidad, el universo) hasta el organicismo, que permite relativamente más independencia de las partes del todo, a pesar de que el todo es más que la suma de las partes, y/o el conjunto ejerce cierto control sobre el comportamiento de las partes. 
Aún más independencia está presente en el holismo relacional. Esta doctrina no afirma el control de arriba hacia abajo del todo sobre sus partes, pero afirma que las relaciones de las partes son esenciales para la explicación del comportamiento del sistema. Aristóteles y los primeros filósofos y científicos modernos tendieron a describir la realidad como hecha de sustancias y sus cualidades, y a descuidar las relaciones. Gottfried Wilhelm Leibniz mostró las extrañas conclusiones a las que condujo una doctrina de la inexistencia de relaciones. La filosofía del siglo XX se ha caracterizado por la introducción y el énfasis en la importancia de las relaciones, ya sea en la lógica simbólica, en la fenomenología o en la metafísica. 
William Wimsatt ha sugerido que el número de términos en las relaciones consideradas distingue el reduccionismo del holismo. Las explicaciones reduccionistas afirman que dos o como máximo tres relaciones de término son suficientes para explicar el comportamiento del sistema. En el otro extremo, el sistema podría considerarse como una relación de diez a veintiséis términos, por ejemplo. 
El organicismo tiene algunas asociaciones intelectualmente y políticamente controvertidas o sospechosas. El "holismo", la doctrina de que el todo es más que la suma de sus partes, a menudo utilizada como sinónimo de organicismo, o como una categoría más amplia en la que cae el organicismo, ha sido cooptada en las últimas décadas por la "medicina holística" y por el  Pensamiento New Age. El nazismo alemán apeló a las doctrinas organicistas y holísticas, desacreditando para muchos en retrospectiva, las doctrinas organicistas originales. El materialismo dialéctico soviético también hizo un llamamiento a un enfoque holístico y organicista derivado de Hegel a través del compañero de trabajo de Karl Marx, Friedrich Engels, dando una asociación política controvertida al organicismo. 
El organicismo también se ha utilizado para caracterizar las nociones presentadas por varios científicos sociales de finales del siglo XIX que consideraban que la sociedad humana era análoga a un organismo, y que los humanos individuales eran análogos a las células de un organismo. Este tipo de sociología organicista fue articulada por Alfred Espinas, Paul von Lilienfeld, Jacques Novicow, Albert Schäffle, Herbert Spencer y René Worms, entre otros.
Podría decirse que Thomas Hobbes propuso una forma de organicismo. En el Leviatán, argumentó que el estado es como un Dios secular cuyos constituyentes (personas individuales) forman un organismo más grande.

## En biología
Antes de la observación de las células en el siglo XVII, y su realización como unidades de vida, los organismos individuales se estudiaban como unidades singulares en un campo conocido como biología organísmica; esa área de investigación sigue siendo un componente importante de las ciencias biológicas.
En biología, el organicismo considera que las estructuras observables de la vida son el resultado del juego recíproco entre todos sus componentes. Ejemplos de biólogos del siglo XX que fueron organicistas son Ross Harrison, Paul Weiss y Joseph Needham. Donna Haraway los analiza en su primer libro Cristales, telas y campos. John Scott Haldane (padre de JBS Haldane), William Emerson Ritter, Edward Stuart Russell, Joseph Henry Woodger, Ludwig von Bertalanffy y Ralph Stayner Lillie son otros ecologistas de principios del siglo XX. Robert Rosen, fundador de "Biología Relacional" proporcionó un tratamiento matemático y teórico de categoría integral de las relaciones causales irreducibles que creía que eran responsables de la vida.

### Club de biología teórica
A principios de la década de 1930, Joseph Henry Woodger y Joseph Needham, junto con Conrad Hal Waddington, John Desmond Bernal, Dorothy Needham y Dorothy Wrinch, formaron el Club de Biología Teórica para promover el enfoque organicista de la biología. El club estaba en oposición al mecanicismo, el reduccionismo y la visión centrada en la evolución de los genes. La mayoría de los miembros fueron influenciados por la filosofía de Alfred North Whitehead. El club se disolvió cuando la Fundación Rockefeller se negó a financiar sus investigaciones.

## Otras lecturas
- Barberis, DS (2003). En busca de un objeto: la sociología organicista y la realidad de la sociedad en Francia, fin de siglo. Historia de las Ciencias Humanas, vol 16, no. 3, pp.   51-72.
- Beckner, Morton (1967) Organismic Biology, en "Encyclopedia of Philosophy", ed. Paul Edwards, MacMillan y The Free Press.
- Dusek, Val (1999). Las inspiraciones holísticas de la física, Rutgers University Press.
- Gilbert, Scott F. y Sahotra Sarkar (2000): "Abrazando la complejidad: organicismo para el siglo XXI", Developmental Dynamics 219 (1): 1–9. (resumen del artículo:  )
- Haraway, Donna (1976). Cristales, telas y campos: metáforas que definen los embriones . Johns Hopkins University Press.
- Harrington, Anne (1996). Reenchanted Science, Harvard University Press.
- Mayr, Ernst (1997). "¿Cuál es el significado de la vida?" En esto es biología . Belknap Press de Harvard University Press.
- Peterson, Erik L. (2017). La vida orgánica: el Club de biología teórica y las raíces de la epigenética . Prensa de la Universidad de Pittsburgh.
- Wimsatt, Willam (2007) Filosofía de reingeniería para seres limitados   : Aproximaciones por partes a la realidad. Harvard University Press.